# Alcyonium hibernicum
Alcyonium hibernicum är en korallart som först beskrevs av Rerouf 1931.  Alcyonium hibernicum ingår i släktet Alcyonium och familjen läderkoraller. Inga underarter finns listade i Catalogue of Life.